# قدسيات
القدسيات عند البلغاء هو أن يأتي الشاعر في شعره بكلمات قدسية على سبيل الحكاية عن الله. وقال الجرجاني مثل هذا الكلام إنما يصدر عن الأطهار وأهل اليقظة وأما أهل الغفلة لا يصل كلامهم إلى هذا الباب.